# Pseudophengodes marginata
Pseudophengodes marginata är en skalbaggsart som först beskrevs av Maurice Pic 1925.  Pseudophengodes marginata ingår i släktet Pseudophengodes och familjen Phengodidae. Inga underarter finns listade i Catalogue of Life.